# Захаровська (муніципальне утворення «Пермогорське»)
Захаровська (рос. Захаровская) — присілок в Красноборському районі Архангельської області Російської Федерації.
Населення становить 6 осіб. Входить до складу муніципального утворення Пермогорське сільське поселення.

## Історія
Від 2004 року входить до складу муніципального утворення Пермогорське сільське поселення.

## Населення
| 2010 |
| ---- |
| 6    |